# Ceslas Spicq
Ceslas Spicq (Saint-Mihiel, 29 aprile 1901 – Friburgo, 14 gennaio 1992) è stato un biblista e religioso francese.
Nacque in Lorena e fu battezzato con il nome di Bernard. Entrò nell'Ordine dei Frati Predicatori, dove assunse il nome di Ceslas. Studiò teologia in Belgio alla facoltà di Le Saulchoir e proseguì gli studi a Kain La Tombe vicino a Tournai e divenne qui docente di esegesi biblica nel 1928. Nel 1930 frequentò l'École biblique et archéologique française di Gerusalemme. Nel 1939 fu arruolato nell'esercito francese e interruppe l'attività di professore a Kain La Tombe. Nel 1941 fu catturato come prigioniero di guerra. Riuscì a riparare in Spagna e fu nominato professore di esegesi a Salamanca nel 1943. Dopo la guerra si stabilì in Svizzera e dal 1953 al 1971 fu professore di esegesi del Nuovo Testamento all'Università di Friburgo. Fu anche membro della Pontificia Commissione Biblica.
Fu un autore molto prolifico, annoverato fra i massimi esperti cattolici del suo tempo del Nuovo Testamento.

## Opere principali
- Esquisse d'une histoire de l'exégèse latine au moyen âge, Paris, J. Vrin, 1944
- Saint Paul: les Épîtres pastorales, Paris, Gabalda, 1947
- Spiritualité sacerdotale d'apres Saint Paul, Paris, Éditions du Cerf, 1954
- Agapè : prolégomènes á une étude de théologie néo-testamentaire, Louvain, E. Nauwelaerts, 1955
- Agapè dans le Nouveau Testament, 3 voll.,  Paris, Gabalda, 1959-1966
- Charité et liberté selon le Nouveau Testament, Pris, Alsatia, 1961 (trad. it. "Carità e libertà secondo il Nuovo Testamento", Roma, Coletti, 1962)
- Principi della morale neotestamentaria, Bologna, Studio teologico domenicano, 1964
- Théologie morale du Nouveau Testament, Paris, Lecoffre, 1965.
- Vie morale et Trinité Sainte selon Saint Paul, Paris, Éditions du Cerf, 1957 (trad. it. "La vita morale e la Santissima Trinità secondo la dottrina di S. Paolo", Milano, Vita e Pensiero, 1967)
- Dieu et l'homme selon le Nouveau Testament, Paris, Éditions du Cerf, 1961 (trad. it. "Dio e l'uomo secondo il Nuovo Testamento", Paoline, 1969)
- Les Épîtres de Saint Pierre, Paris, Gabalda, 1966 (trad. it. "San Pietro: La prima lettera La seconda lettera", Roma, Città Nuova, 1971)
- Vie chrétienne et pérégrination selon le Nouveau Testament, Paris, Éditions du Cerf, 1972 (trad. it. "Vita cristiana e peregrinazione nel Nuovo Testamento", Roma, Città Nuova, 1973)
- Notes de lexicographie néo-testamentaire, Fribourg, Éditions universitaires, 1966 (trad. it. "Note di lessicografia neotestamentaria", Brescia, Paideia, 1988-1994)
- Lexique théologique du Nouveau Testament, Fribourg, Éditions universitaires, 1991